# Picea aurantiaca
Espèce
Synonymes
- Picea asperata var. aurantiaca (Mast.) Boom (préféré par NCBI)[2]
- Picea asperata var. aurantiaca (Mast.) Boom[3]
- Picea asperata var. retroflexa (Mast.) W.C. Cheng[4]
- Picea aurantiaca var. retroflexa (Mast.) C.T. Kuan & L.J. Zhou[4]
- Picea aurantiaca[2]
- Picea gemmata Rehder & E.H.Wilson[4]
- Picea retroflexa Mast. (préféré par BioLib)[4]

Statut de conservation UICN

 EN A2cd : En danger
Picea aurantiaca est une espèce de conifères de la famille des Pinaceae. Elle ne se trouve qu'en Chine. Cette espèce est fortement menacée par la dégradation de son habitat naturel et considérée comme pratiquement éteinte.